# 长梗沟繁缕
长梗沟繁缕（学名：Elatine ambigua）为沟繁缕科沟繁缕属下的一个种。